# بواء الشجر الزمردية
بواء الشجر الزمردية (الاسم العلمي: Corallus caninus)، نوع من فصيلة البوائيات. هو نوع من الثعابين غير السامة يوجد في الغابات المطيرة في أمريكا الجنوبية.